# بویام
بویام (به لاتین: Bwiam) یک منطقهٔ مسکونی در گامبیا است که در West Coast Division واقع شده‌است. بویام ۳٬۸۳۴ نفر جمعیت دارد.